# Haltepunkt Stuttgart Nürnberger Straße
Der Haltepunkt Stuttgart Nürnberger Straße liegt am Streckenkilometer 2,7 der Bahnstrecke Stuttgart-Bad Cannstatt–Waiblingen, die von der S-Bahn Stuttgart befahren wird und parallel zur Bahnstrecke Stuttgart-Bad Cannstatt–Nördlingen verläuft.

## Geschichte
Bereits 1906 gab es Ideen für einen weiteren Haltepunkt in Cannstatt an der Remsbahn. Dieser war in der Nähe des Bezirkskrankenhauses vorgesehen. Da die Strecke aber in diesem Bereich eine Neigung von vierzehn Promille aufweist, war ein Zughalt mit ein- und aussteigenden Reisenden für die damaligen Dampflokomotiven nicht möglich. Der Landtag lehnte aus diesem Grund das Vorhaben ab.
Ende der 1920er- und in den 1930er-Jahren dehnte sich Cannstatt nach Osten hin weiter aus. Entlang der Straße nach Fellbach, die seit 1936 den Namen Nürnberger Straße trägt, entstanden die Wohnquartiere Im Geiger und Espan. Durch die Straßenbahnlinie 1, die 1929 bis Fellbach verlängert wurde, hatten die Bewohner Anschluss an den Stuttgarter Nahverkehr.
Die Bebauung, mit hauptsächlich Mehrfamilienhäusern, setzte sich in den 1950er-Jahren fort. 1957 beauftragte der Stuttgarter Gemeinderat den Verkehrswissenschaftler Professor Walther Lambert ein neues Nahverkehrskonzept für den Stadtkreis und die umliegenden Landkreise zu entwickeln. Im Mai 1962 wurde sein Ergebnis präsentiert. Lambert sah eine Notwendigkeit für einen neuen Haltepunkt in Bad Cannstatt. Bei der Abzweigstelle Kienbach, dem Abzweig des Verbindungsgleises zwischen der Remsbahn und dem Güterbahnhof Untertürkheim, sollte die künftige S-Bahn-Haltestelle errichtet werden. Geplant war auch die Umstiegsmöglichkeit zur Straßenbahn, heute Stadtbahn.
1978 begannen die Bauarbeiten für den S-Bahn-Betrieb auf der Remsbahn. Der zweigleisige Streckenabschnitt zwischen Bad Cannstatt und Waiblingen erhielt zwei weitere Gleise. Die neuen Gleise wurden durchgehend östlich der bestehenden Gleise verlegt, mit Ausnahme auf der Überführung über die damalige Bundesstraße 14, wo die Gleise verschwenkt wurden und der neue Haltepunkt Nürnberger Straße entstand.
Am 27. September 1981 wurde der S-Bahn-Verkehr nach Schorndorf und Backnang aufgenommen. Die Errichtung der Station und der viergleisige Ausbau waren Teil des 2. Ausführungsvertrags der S-Bahn Stuttgart, der 1975 geschlossen wurde. Er entwickelte sich zu einem neuen Umsteigepunkt zwischen der S-Bahn und der Straßenbahnlinie 1. Die bisherige Abzweigstelle Kienbach trägt heute den Namen Stuttgart Nürnberger Straße Abzw.
Im Juli 2026 soll ein neues Stellwerk, das den Haltepunkt steuert, sowie ETCS Level 2 mit Signalen in Betrieb gehen.

## Verkehr
Der Haltepunkt wird durch die Linien S2 und S3 der S-Bahn Stuttgart bedient. Gleis 1 ist den Zügen nach Filderstadt und Flughafen/Messe über Stuttgart Hbf zugeordnet, Gleis 4 den Zügen nach Backnang und Schorndorf. Die Gleise 2 und 3 dienen durchfahrenden Zügen und verfügen über keine Bahnsteige.
Die angrenzende Stadtbahn-Haltestelle Nürnberger Straße wird von den Linien U 1 und U 16 bedient.
| Linie | Verlauf | Takt                                                                     |
| ----- | --- | ------------------------------------------------------------------------ |
| S 2   | Schorndorf – Endersbach – Waiblingen – Fellbach – Nürnberger Straße – Bad Cannstatt – Hauptbahnhof – Stadtmitte – Schwabstraße – Vaihingen – Rohr – Flughafen/Messe – Filderstadt (Verstärkerzüge im Berufsverkehr zwischen Schorndorf und Vaihingen.)              | 30-Minuten-Takt, 15-Minuten-Takt in der HVZ                              |
| S 3   | Backnang – Winnenden – Waiblingen – Bad Cannstatt – Hauptbahnhof – Vaihingen – Rohr – Flughafen/Messe (Am späten Abend nur Verkehr bis Vaihingen, Verstärkerzüge im Berufsverkehr zwischen Backnang und Vaihingen, bei großen Publikumsmessen bis Flughafen/Messe). | 30-Minuten-Takt, 15-Minuten-Takt in der HVZ und bei Messeveranstaltungen |
| U1    | Fellbach Lutherkirche – Bad Cannstatt – Hauptbahnhof – Heslach | 10-Minuten-Takt                                                          |
| U16   | Fellbach Lutherkirche – Bad Cannstatt – Pragsattel – Feuerbach – Giebel | nur in der Hauptverkehrszeit                                             |